# Sylvain Dodet
Sylvain Dodet (* 17. Mai 1974) ist ein ehemaliger französischer Triathlet. Er ist zweifacher Militär-Weltmeister Triathlon (2001, 2004) und mehrfacher französischer Meister (1995, 2001, 2005).

## Werdegang
Sylvain Dodet startete seit 1995 im Duathlon und Triathlon. In seinem ersten aktiven Jahr wurde er 1995 in Miramont-de-Guyenne französischer Duathlon-Meister (10 km Laufen, 40 km Radfahren und 5 km Laufen).
2001 und erneut 2004 wurde er Militär-Weltmeister Triathlon.
Den Titel des französischen Meisters auf der Triathlon-Kurzdistanz konnte er sich 2001 und erneut 2005 sichern. 2005 wurde er in Lausanne Vierter bei der Europameisterschaft Triathlon.
2009 erklärte er seine aktive Zeit als beendet. Er ist als Triathlon-Coach tätig.
Sylvain Dodet ist verheiratet mit der ehemaligen Triathletin Delphine Pelletier (* 1977) und die beiden leben mit ihrer Tochter an der französischen Mittelmeerküste (Côte d’Azur) in Antibes. 

## Sportliche Erfolge
| Datum/Jahr    | Rang | Wettbewerb                               | Austragungsort       | Zeit     | Bemerkung                                                                  |
| ------------- | ---- | ---------------------------------------- | -------------------- | -------- | -------------------------------------------------------------------------- |
| 15. Aug. 2008 | 3    | Embrunman                                | Embrun               | 02:08:25 | auf der Kurzdistanz (1,5 km Schwimmen, 43,5 km Radfahren und 10 km Laufen) |
| 25. Juni 2006 | 4    | CISM Militär-Weltmeisterschaft Triathlon | Såtenäs              | 01:53:09 |                                                                            |
| 2005          | 1    | FRA Triathlon National Championships     | Charleville-Mézières |          | Nationaler Meister auf der Kurzdistanz                                     |
| 20. Aug. 2005 | 4    | ETU Triathlon European Championships     | Lausanne             | 01:56:12 |                                                                            |
| 25. Juni 2005 | 3    | CISM Militär-Weltmeisterschaft Triathlon | Ventura              |          |                                                                            |
| 2004          | 3    | FRA Triathlon National Championships     | Charleville-Mézières |          |                                                                            |
| 8. Juni 2004  | 1    | CISM Militär-Weltmeisterschaft Triathlon | Belfort              |          | Militär-Weltmeister                                                        |
| 2003          | 2    | FRA Triathlon National Championships     | Autun                |          |                                                                            |
| 2002          | 2    | FRA Triathlon National Championships     | Autun                |          |                                                                            |
| 2001          | 1    | FRA Triathlon National Championships     | Lac de Vassivière    | 01:54:03 | Nationaler Meister auf der Kurzdistanz                                     |
| 7. Juli 2001  | 1    | CISM Militär-Weltmeisterschaft Triathlon | Murska Sobota        |          | Militär-Weltmeister                                                        |
| 2000          | 2    | FRA Triathlon National Championships     | Lac de Vassivière    |          |                                                                            |
| 1999          | 3    | FRA Triathlon National Championships     | Lac de Vassivière    |          |                                                                            |

| Datum/Jahr | Rang | Wettbewerb                          | Austragungsort      | Zeit | Bemerkung                                  |
| ---------- | ---- | ----------------------------------- | ------------------- | ---- | ------------------------------------------ |
| 1995       | 1    | FRA Duathlon National Championships | Miramont-de-Guyenne |      | Staatsmeister auf der Duathlon-Kurzdistanz |